# Sonate pour violon et piano no 2 de Prokofiev
Pour les articles homonymes, voir Sonate pour violon et piano.

La Sonate pour violon et piano no 2 en ré majeur opus 94a (parfois numérotée opus 94bis)  est une sonate de Sergueï Prokofiev. Elle est basée sur la sonate pour flûte en ré majeur composée en 1942, et a été arrangée en 1943, alors que Prokofiev vivait à Perm dans l'Oural, un refuge arrière pour les artistes soviétiques pendant le Seconde Guerre mondiale. Prokofiev a transformé l'œuvre en une sonate pour violon à la demande de son ami, le violoniste David Oïstrakh. Elle a été créée le 17 juin 1944 par David Oïstrakh et Lev Oborine.

## Structure
L'œuvre dure environ 23 minutes et se compose de quatre mouvements :
1. Moderato
2. Presto - Poco piu mosso del - Tempo I
3. Andante
4. Allegro con brio - Poco meno mosso - Tempo I - Poco meno mosso - Allegro con brio

L'œuvre est très classique dans sa conception : elle s'ouvre sur un mouvement de forme sonate suivi d'un scherzo, d'un mouvement lent et d'un beau final. La partie pour violon regorge de passages virtuoses, mais elle est aussi très lyrique et élégante, preuve de la créativité de l'œuvre initiale, la sonate pour flûte. 
Chostakovitch, qui ne fut pas toujours favorable à Prokofiev, qualifiait cette sonate d'« œuvre absolument magnifique ».